# Cylloceria barbouraki
Cylloceria barbouraki är en stekelart som beskrevs av Ian D. Gauld 1991. Cylloceria barbouraki ingår i släktet Cylloceria och familjen brokparasitsteklar. Inga underarter finns listade i Catalogue of Life.